# تسلسل إجماع
في البيولوجيا الجزيئية والمعلوماتية الحيوية ، التسلسل المتفق عليه (أو التسلسل القانوني ) هو التسلسل المحسوب بقية | للبقيات الأكثر شيوعًا، إما النيوكليوتيدات أو الأحماض الأمينية ، الموجودة في كل موضع في تتابع تسلسل . وهو يمثل نتائج تتابع تسلسلات متعددة التي تتم فيها مقارنة التسلسلات ذات الصلة مع بعضها البعض ويتم عد أشكال التسلسل المتشابهة. تعتبر هذه المعلومات مهمة عند النظر في الإنزيمات المعتمدة على التسلسل مثل بوليميراز الرنا . 

## الأهمية البيولوجية
قد يكون موقع ربط البروتين، الذي يمثله تسلسل متفق عليه، عبارة عن تسلسل قصير من النيوكليوتيدات التي توجد عدة مرات في الجينوم ويعتقد أنها تلعب نفس الدور في مواقعها المختلفة. على سبيل المثال، العديد من عوامل النسخ تتعرف على أنماط معينة في محفزات الجينات التي تنظمها. بنفس الطريقة عادةً ما تحتوي إنزيمات التقييد على تسلسلات توافقية متناوبة ، تتوافق عادةً مع الموقع الذي تقطع فيه الحمض النووي. تعمل الترانسبوزونات بنفس الطريقة تقريبًا في تحديد التسلسلات المستهدفة للتبديل. كما يمكن أيضًا اعتبار مواقع الوصلات (التسلسلات المحيطة مباشرةً بحدود الإكسون والإنترون ) بمثابة تسلسلات الاجماع.
وبالتالي فإن تسلسل الإجماع هو نموذج لموقع ربط الحمض النووي المفترض: يتم الحصول عليه عن طريق متابعة جميع الأمثلة المعروفة لموقع معين ويتم تعريفه على أنه التسلسل المثالي الذي يمثل القاعدة السائدة في كل موضع. لا ينبغي أن تختلف جميع الأمثلة الفعلية عن الإجماع المتفق عليه بأكثر من بضعة بدائل، ولكن القيام بعد حالات عدم التطابق بهذه الطريقة يمكن أن يؤدي إلى تناقضات. 
تُعرف أي طفرة تسمح للنيوكليوتيدات المتحورة في تسلسل المعزز الأساسي بأن يبدو أشبه بالتسلسل المتفق عليه باسم طفرة أعلى . هذا النوع من الطفرات سيجعل المحفز أقوى بشكل عام، وبالتالي يشكل بوليميراز الحمض النووي الريبي ارتباطًا أكثر إحكامًا بالحمض النووي الذي يرغب في نسخه ويتم تنظيم النسخ. على العكس من ذلك، تُعرف الطفرات التي تدمر النيوكليوتيدات المحفوظة في التسلسل المتفق عليه باسم الطفرات السفلية . تعمل هذه الأنواع من الطفرات على تنظيم النسخ نظرًا لأن بوليميراز الحمض النووي الريبي لم يعد قادرًا على الارتباط بإحكام بتسلسل المروج الأساسي.

## تحليل التسلسل
يعد تطوير برامج التعرف على الأنماط موضوعًا رئيسيًا في علم الوراثة ، والبيولوجيا الجزيئية ، والمعلوماتية الحيوية . يمكن أن تعمل نماذج التسلسل المحددة كتسلسلات تنظيمية تتحكم في عملية التخليق الحيوي، أو كتسلسلات إشارة توجه الجزيء إلى موقع معين داخل الخلية أو تنظم نضوجها. نظرًا لأهمية الوظيفة التنظيمية لهذه التسلسلات، يُعتقد أنها قد حـٌفظت عبر فترات طويلة من التطور . في بعض الحالات، يمكن تقدير الارتباط التطوري بمقدار الحفاظ على هذه المواقع.

### الرموز
تسمى نماذج التسلسل المحفوظة بالتسلسلات المتفق عليها (أوتسلسلات الإجماع) وهي توضح أي من البقايا تكون محفوظة وأي من البقايا تكون متغيرة. نفترض المثال التالي لتسلسل الحمض النووي :
A[CT]N{A}YR
في هذا التدوين ، تعني A أن A موجودة دائمًا في هذا الموضع؛ [CT] يتمز إلى C أو T؛ N تعني وجود قاعدة؛ و {A} تعني أي قاعدة باستثناء Y . A تمثل أي بيريميدين ، و R تشير إلى أي بيورين . في هذا المثال، لا يعطي الرمز [CT] أي إشارة إلى التردد النسبي لـ C أو T الذي يحدث في ذلك الموضع. وليس من الممكن كتابتها كتسلسل إجماعي واحد على سبيل المثال ACNCCA. هناك طريقة بديلة لتمثيل تسلسل إجماعي تستخدم رمز تسلسل . هذا تمثيل رسومي للتسلسل الإجماعي ، حيث يرتبط حجم الرمز بتردد حدوث نيوكليوتيد معين (أو حمض أميني) في موضع معين. في الرموز المتسلسلة، كلما زاد الحفاظ على بقية| البقايا، كلما تم رسم رمز تلك البقايا بشكل أكبر؛ كلما كان الرمز أقل تكرارًا، كان الرمز أصغر. يمكن إنشاء رموز التسلسل باستخدام WebLogo ، أو باستخدام Gestalt Workbench ، وهي أداة توضيح (تصوير ) متاحة للعامة كتبها جوستافو جلوسمان في معهد بيولوجيا الأنظمة . 

## البرمجة
أدوات المعلوماتية الحيوية قادرة على حساب وتصور تسلسل الإجماع. ومن أمثلة الأدوات JalView و UGENE .

## أنظر أيضا
- مصفوفة التسجيل الخاصة بالمركز
- التعبير العادي — يدل على تسلسلات متعددة من الرموز في نظرية اللغة الرسمية
- عزر التسلسل
- رمز التسلسل